# Asterohyptis
Asterohyptis, biljni rod iz porodice usnatica smješten u podtribus Hyptidinae, dio tribusa Salviae. Opisan je u Bulletin of the Torrey Botanical Club 60(1): 17. 1933[1932].  Sastoji se od 4 vrste rasprostranjenih po Meksiku i Srednjoj Americi. Tipična vrsta je Hyptis stellulata Benth., sinonim za Asterohyptis stellulata

## Opis
Grmovi.

## Vrste
1. Asterohyptis mocinoana (Benth.) Epling
2. Asterohyptis nayarana B.L.Turner; otkrivena 2011. u Durangu, Nayaritu.
3. Asterohyptis seemannii (A.Gray) Epling
4. Asterohyptis stellulata (Benth.) Epling